# Grietje de Jongh
Grietje de Jongh (* 2. November 1924 in Oostzaan; † 6. Februar 2002 in Amsterdam) war eine niederländische Sprinterin.
Bei den Olympischen Spielen in London 1948 erreichte sie über 100 Meter das Halbfinale und schied über 200 Meter im Vorlauf aus.
1950 gewann sie bei den Europameisterschaften in Brüssel Silber in der 4-mal-100-Meter-Staffel. Über 100 und 200 Meter kam sie nicht über die erste Runde hinaus.
Bei den Olympischen Spielen 1952 in Helsinki wurde sie Sechste in der 4-mal-100-Meter-Staffel und scheiterte über 200 Meter im Vorlauf.
1950 wurde sie Niederländische Meisterin über 100 Meter.

## Persönliche Bestzeiten
- 100 m: 12,1 s, 23. Mai 1948, Den Haag
- 200 m: 25,0 s, 29. Juni 1952, Rotterdam